# Xiu Xiu
 (транскрибовано: Шу шу) америчка је експериментална инди-рок група из Сан Хозеа (Калифорнија), основана 2002. Оснивач бенда је Џејми Стјуарт, који је једини стални члан бенда од његовог оснивања. Актуелни чланови групе су инструменталисткиња Анџела Со и перкусиониста Чес Смит. 
Назив бенда потиче од наслова филма редитељке Џоун Чен „Xiu Xiu: The Sent Down Girl“ из 1998 (у слободном преводу "Рајска купка").

## Историјат бенда
Након што су заједно наступали у групама IBOPA (the Indestructible Beat of Palo Alto) и Ten in the Swear Jar, Џејми Стјуарт и Кори Макала 2002. формирају свој трећи заједнички бенд под називом Xiu Xiu, заједно са Лорен Ендруз и Ивон Чен. Током светске турнеје 2002. Ивон Чен напушта бенд како би се усредсредила на отварање веганског бутика и и издавање онлајн часописа „Зум“, док Кори Макала такође напушта турнеју како би се бавио продуцирањем наредна два албума бенда. Самоубиством Мајкла Стјуарта, оца фронтмена Џејмија Стјуарта, турнеја се прекида пред крај 2002. Огорченост и туга које је Џејми у том тренутку осећао, највише се осети на наредном албуму бенда под називом „A Promise“.
„A Promise“ као главну тему има унутрашњи очај изазван трагедијом коју је Џејми Стјуарт доживео. Албум се састоји од десет песама које мање-више звуче акустично, како би се пажња слушаоца више усмерила текстове песама. 
Током овог периода Стјуарт је радио на албуму „Fag Patrol“, колекцији претходно необјављеног материјала као и обрада песама групе The Smiths као и пар песама које је Стјуарт снимио са Макалом у групи Ten in the Swear Jar. Це-де је објављен у свега стотинак копија.
У пролеће 2004, Стјуарт и Макала објављују, по мишљењу многих, најбољи и најпопуларнији албум, Fabulous Muscles. На том албуму група се приклонила поп-звук, што је утицало на пораст популарности групе, нарочито после издавања сингла „I Luv the Valley OH!“.
Четврти албум, назива La Forêt обилује мрачнијим текстовима и личним фрустрацијама Стјуарта на које је наилазио снимањем овог албума. La Forêt карактерише тема незадовољства животом у Сједињене Америчке Државе и политиком коју је водио тадашњи председник, Џорџ Буш. Још нешто што карактерише La Forêt је коришћење потпуно другачијег звука, пре свега коришћењем инстурмената као што су мандолина, хармонијум, кларинет, чело, харфа и туба.
Године 2005. Стјуарт се удружује са италијанским експерименталним, инди бендом „Ларсен“, након чега настаје бенд назива XXL. XXL 2005. објављује албум „¡Ciaütistico!“, а две године касније и његовог наследника, „¿Spicchiology?“. Године 2005. Стјуарт је радио и са групама као што су The Paper Chase и Kill Me Tomorrow, као и са познатим извођачем, Девендром Банхартом.
Одлучивши да крене у другачијем уметничком правцу, Стјуарт 2006. прекида пословну сарадњу са Макалом и започиње сарадњу са бубњарем инди-рок бенда Deerhoof, који је био продуцент петог албума бенда, под називом „The Air Force“. Турнеју за албум The Air Force испратила су три члана бенда; након што се Макелројовој и Стјуарту придружио и бубњар/перкусиониста Чес Смит, са ким је група сарађивала на албуму Knife Play.
Маја 2009. на званичном блогу бенда (xiuxiu.org) објављено је да Карали Макелрој напушта бенд. Претпоставља се да је Макелројева напустила бенд, након пет година, како би се посветила новој дарквејв групи Cold Cave, коју убрзо напушта средином 2010. Након што су и Хоф и Макелројева напустили бенд, Стјуарт ангажује Анџело Со пред крај 2009. . Након тога бенд започиње рад на новом, шестом студијском албуму назива „Dear God, I Hate Myself“ (Драги Боже, мрзим себе), који су снимали у Оукланду (Калифорнија) као и у Дараму (Северна Каролина). Xiu Xiu одлучују да поново промене звук албума експериментишући са осмобитним звуцима карактеристичним за аркадне видео-игре осамдесетих година.

## Дискографија

### Албуми
- 2002 - Knife Play
- 2003 - A Promise
- 2003 - Fag Patrol
- 2004 - Fabulous Muscles
- 2005 - Life and Live (live album)
- 2005 - La Forêt
- 2006 - The Air Force
- 2008 - Women as Lovers
- 2008 - Xiu Xiu for Life : The first 5 years (best-of compilation)
- 2010 - Dear God, I Hate Myself
- 2012 - Always
- 2013 - Nina
- 2014 - Angel Guts, Red Classroom
- 2014 - Unclouded Sky
- 2016 - Play Music of Twin Peaks
- 2017 - Forget
- 2019 - Girl with Basket of Fruit
- 2021 - Oh No
- 2023 - Ignore Grief
- 2024 - 13" Frank Beltrame Italian Stiletto With Bison Horn Grips